# 萨莱米
萨莱米（義大利語：Salemi），是意大利特拉帕尼省的一个市镇。总面积181.71平方公里，人口11120人，人口密度61.2人/平方公里（2009年）。ISTAT代码为081018。